# Narodowa Orkiestra Symfoniczna Polskiego Radia w Katowicach
Narodowa Orkiestra Symfoniczna Polskiego Radia wywodzi swe tradycje od powstałej w 1935 r. w Warszawie Orkiestry Symfonicznej Polskiego Radia.

## Historia
Zespół utworzył i prowadził do 1939 r. Grzegorz Fitelberg. Po II wojnie światowej, w marcu 1945 r. orkiestra została reaktywowana w Katowicach przez Witolda Rowickiego. W 1947 r. dyrekcję artystyczną objął ponownie Grzegorz Fitelberg, a zespół przyjął nazwę Wielka Orkiestra Symfoniczna Polskiego Radia. W 1999 r. orkiestra, w uznaniu zasług otrzymała tytuł „Narodowej”. 15 września 2005 Minister Kultury i Dziedzictwa Narodowego wraz z Prezesem Polskiego Radia SA i Prezydentem Miasta Katowice Piotrem Uszokiem podpisali porozumienie, na mocy którego 1 stycznia 2006 orkiestra, która dotychczas funkcjonowała w ramach oddziału Polskiego Radia, stała się narodową instytucją kultury, współfinansowaną przez sygnatariuszy porozumienia.
Przez dekady istnienia zespół sukcesywnie wzmacniał swoją międzynarodową renomę, występując w najważniejszych salach koncertowych świata i współpracując z takimi artystami, jak Olivier Messiaen, Kurt Masur, Leonard Bernstein, Neville Marriner, Martha Argerich, Plácido Domingo, Artur Rubinstein, Anne-Sophie Mutter, Krystian Zimerman, Piotr Anderszewski, Christine Goerke czy Piotr Beczała. Prawykonania swoich utworów powierzali orkiestrze m.in. Witold Lutosławski, Wojciech Kilar, Henryk Mikołaj Górecki i Krzysztof Penderecki.

## Dyrektorzy
Po śmierci Grzegorza Fitelberga w 1953 r. orkiestrą kierowali kolejno: Jan Krenz, Bohdan Wodiczko, Kazimierz Kord, Tadeusz Strugała, Jerzy Maksymiuk, Stanisław Wisłocki, Antoni Wit (1983–2000), Gabriel Chmura (2001–2007), Jacek Kaspszyk (2009–2012), Alexander Liebreich (2012–2019) i Lawrence Foster (2019–2023). W latach 2000–2018 dyrektorem Naczelnym i Programowym była Joanna Wnuk-Nazarowa. Od września 2018 funkcję dyrektora naczelnego i programowego sprawuje Ewa Bogusz-Moore.

## Pierwsi dyrygenci, dyrygenci honorowi, gościnni
Funkcję pierwszego dyrygenta gościnnego NOSPR pełnił m.in. Stanisław Skrowaczewski, a dyrygenta honorowego – Jan Krenz. Rolę doradcy artystycznego pełnił do grudnia 2014 r. Jerzy Semkow. Od sezonu 2019/2020 pierwszym dyrygentem gościnnym NOSPR jest Domingo Hindoyan.
W czerwcu 2023 ogłoszono, że z początkiem sezonu 2023/2024 stanowisko dyrektor artystycznej oraz pierwszej dyrygentki obejmie Marin Alsop.

## Festiwale
NOSPR jest organizatorem biennale Festiwal Prawykonań Polska Muzyka Najnowsza. Historia Festiwalu Prawykonań rozpoczęła się w 2005 r. z inicjatywy Joanny Wnuk-Nazarowej. Osiem dotychczasowych edycji umocniło markę tego biennale muzyki współczesnej jako miejsca pozytywnie eklektycznego, otwartego na spotkania z różnymi nurtami estetycznymi i ideowymi. W czasie Festiwalu Prawykonań prezentowane są wyłącznie dzieła, które nie miały jeszcze swojej polskiej premiery. Usłyszeć można zarówno kompozycje najważniejszych polskich twórców, jak też debiutanckie utwory młodych, dobrze zapowiadających się artystów. Stowarzyszenie Katowice Kultura Natura, Prezydent Miasta Katowice Marcin Krupa i Dyrektor Naczelna i Programowa NOSPR Ewa Bogusz-Moore każdego roku, w maju zapraszają na Festiwal Katowice Kultura Natura, który odbywa się w siedzibie NOSPR od 2015 r. Program Festiwalu otwarty jest na wszystkie epoki historyczne i gatunki, gości światowej sławy zespoły i solistów, którzy prezentują wykonania najwyższej próby. Tradycją Festiwalu jest zapraszanie największych gwiazd pianistyki, kameralistyki, a także jazzu.

## Nagrody
W 1979 r. płyta z muzyką Witolda Lutosławskiego dla EMI uhonorowana nagrodami Schallplattenpreis oraz Diapason d’Or. Grand Prix du Disque (1993 r.) za nagranie dla NAXOS koncertów fortepianowych Siergieja Prokofjewa przez Kun Woo Paika i WOSPRiTV pod dyrekcją Antoniego Wita. W tym samym roku NOSPR przyznana została Nagroda Diapason d’Or za nagranie dla NAXOS koncertów fortepianowych Siergieja Prokofjewa przez Kun Woo Paika i WOSPRiTV pod dyrekcją Antoniego Wita. W 1999 r. Orkiestrę wyróżniono Nagrodą im. Wojciecha Korfantego. W 2002 r. Diapason d’Or za płytę z utworem „Stabat Mater” Karola Szymanowskiego nagraną dla EMI przez NOSPR pod dyrekcją Antoniego Wita. W 2008 r. Midem Classical Awards w kategorii „Muzyka współczesna” za płytę z utworami Krzysztofa Pendereckiego w wykonaniu NOSPR pod dyrekcją kompozytora, wydaną przez DUX. Otwarcie nowej siedziby NOSPR oraz Festiwal Otwarcia nagrodzone zostały nagrodą Koryfeusz Muzyki Polskiej 2015 w kategorii Wydarzenie Roku. Koncert inauguracyjny w nowej siedzibie i Festiwal Otwarcia odbył się m.in. z udziałem takich gwiazd, jak Krystian Zimerman, Piotr Anderszewski, Piotr Beczała, Wiener Philharmoniker oraz London Symphony Orchestra. W 2017 r. International Classical Music Awards (ICMA) w kategorii najlepsze zestawienie za płytę „Szymanowski, Lutosławski” / NOSPR, Alexander Liebreich, Gautier Capuçon. Zespół ponownie nagrodzony został w 2018 r., otrzymując Nagrodę specjalna ICMA 2018 za wybitne osiągnięcia. Nagrania NOSPR wielokrotnie nagradzane były Nagrodą Fryderyka.

## Projekty specjalne
W 2004 r. NOSPR odbył trasę „Pociąg do muzyki Kilara”, prezentując muzykę Wojciecha Kilara w miastach, z którymi wiązało się życie kompozytora: we Lwowie, na przejściu granicznym w Medyce, w Rzeszowie, Krakowie, Katowicach i Częstochowie. W 2006 r. NOSPR odbył podróż morską „Darem Młodzieży” w 70. rocznicę założenia orkiestry i 70. urodziny Jerzego Maksymiuka, obejmująca koncerty na Łotwie, w Estonii i Finlandii. W 2010 r. NOSPR odbył drugą podróż morską „Darem Młodzieży”. Tym razem pod nazwą „Pod banderą Chopina”, z okazji 200. rocznicy urodzin kompozytora. Podróż obejmująca koncerty pod dyrekcją Jacka Kaspszyka w Szwecji, Norwegii, Wielkiej Brytanii i Francji.

## Akademia NOSPR i Międzynarodowy Konkurs Muzyczny im. Karola Szymanowskiego
Akademia NOSPR to program stypendialno-mentorski, oferujący młodym instrumentalistom możliwość doskonalenia się pod okiem znakomitych muzyków, zdobycia bezcennego doświadczenia i zmierzenia się z wymaganiami pracy w renomowanej orkiestrze. Adresowana jest do młodych muzyków – skrzypków, altowiolistów, wiolonczelistów i kontrabasistów pomiędzy 18., a 30. rokiem życia. Program obejmuje indywidualne lekcje z muzykami NOSPR oraz opiekę mentorów – liderów poszczególnych sekcji orkiestry. Międzynarodowy Konkurs Muzyczny im. Karola Szymanowskiego organizowany jest przez Narodową Orkiestrę Symfoniczną Polskiego Radia od 2018 r., przy wsparciu wiodących polskich instytucji muzycznych i kulturalnych (Polskie Radio SA, Akademia Muzyczna im. Karola Szymanowskiego w Katowicach oraz Towarzystwo Muzyczne im. Karola Szymanowskiego w Zakopanem). Konkurs obejmie 5 kategorii: fortepian, skrzypce, śpiew, kwartet smyczkowy oraz kompozycja, odbywa się w cyklu pięcioletnim.

## Siedziba

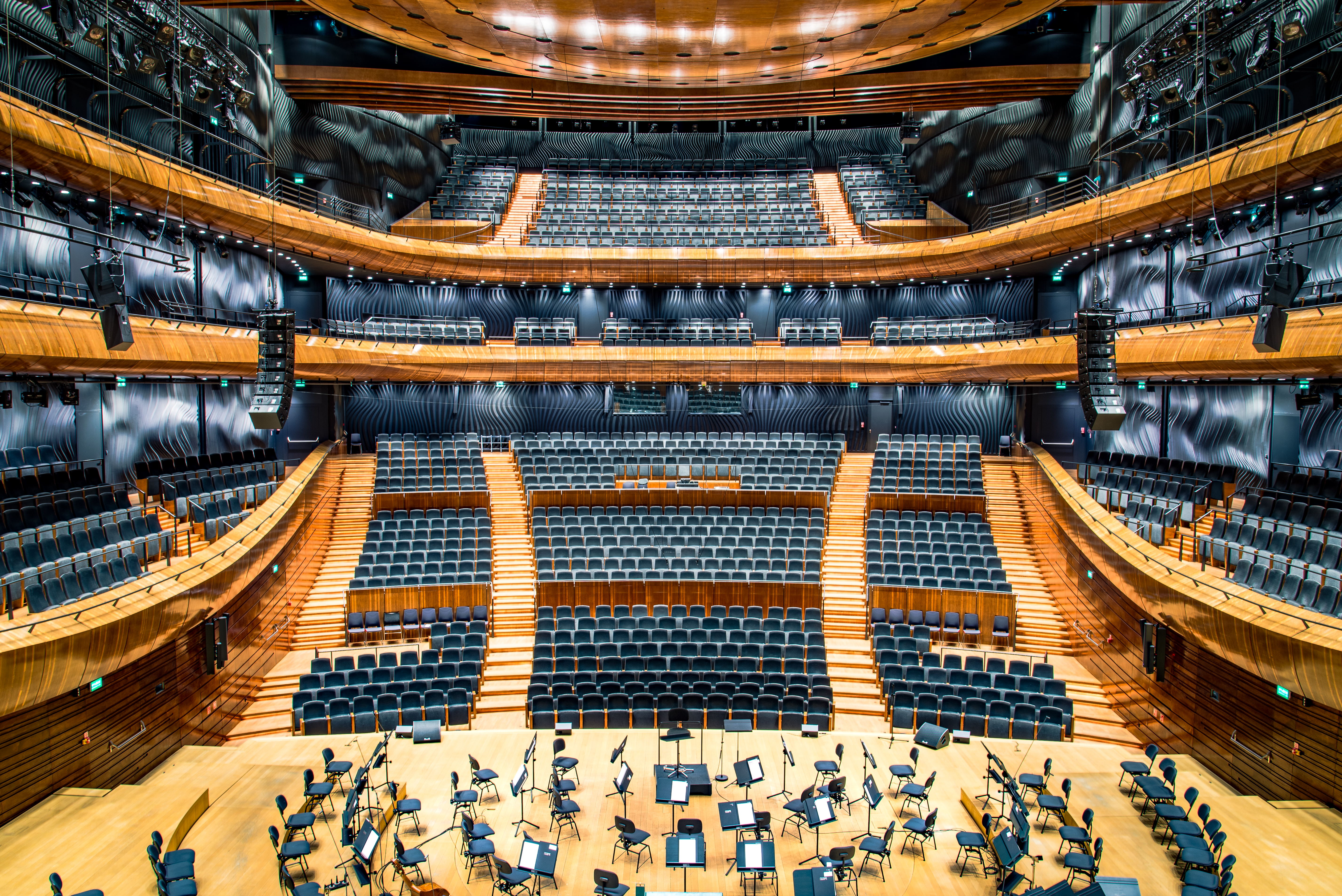
Wielka sala koncertowa NOSPR

Od lat 80. XX w. do 2014 r. siedziba orkiestry symfonicznej mieściła się w Centrum Kultury Katowice im. Krystyny Bochenek, przy placu Sejmu Śląskiego 2. Od 1 października 2014 NOSPR urzęduje w nowym budynku przy placu Wojciecha Kilara 1 (skrzyżowanie alei Roździeńskiego i ulicy Olimpijskiej), powstałym kosztem 305 mln zł, w tym dotacja z UE 146 mln zł. Nowa siedziba mieści dwie sale koncertowe: wielką na 1,8 tys. miejsc oraz kameralną dla 300 osób. W 2014 wysłuchało tu koncertów 152 tys. 219 osób. Budynek powstał na terenach poprzemysłowych, należących niegdyś do Kopalni Węgla Kamiennego „Katowice”. Autorem projektu jest Tomasz Konior z zespołem, akustykę Wielkiej Sali Koncertowej zaprojektował Yasuhisa Toyota z przedsiębiorstwa Nagata Acoustics. Budowa rozpoczęła się w 2012 roku i zakończyła w 2014. Generalnym wykonawcą była firma Warbud. Sala koncertowa, z akustyką projektu Nagata Acoustics, cieszy się opinią jednej z najlepszych pod względem akustycznym sal koncertowych świata. W 2023 roku wzbogacona zostanie o organy piszczałkowe, które będą jednymi z największych w europejskich salach koncertowych. Nieprzeciętne możliwości tego miejsca znajdują szerokie uznanie publiczności, artystów i środowiska muzycznego. Dowodem tego jest przyjęcie NOSPR, jako jedynej polskiej i jednej z dwóch w Europie Środkowo-Wschodniej instytucji, do międzynarodowej organizacji ECHO skupiającej 21 najbardziej prestiżowych sal koncertowych w Europie. Gmach NOSPR wraz z nową siedzibą Muzeum Śląskiego w Katowicach oraz Międzynarodowym Centrum Kongresowym w Katowicach tworzą Strefę Kultury, na granicy Śródmieścia i Bogucic.

## Występy zagraniczne
Orkiestra występowała niemal we wszystkich krajach Europy oraz w Japonii, Hongkongu, Chinach, Australii, Nowej Zelandii, Korei, Tajwanie, USA, Kanadzie i Ameryce Południowej. Zespół regularnie koncertuje w Wielkiej Brytanii, Niemczech oraz Austrii. W marcu 2010 r. NOSPR odbyła pierwsze w swojej historii tournée do krajów Zatoki Perskiej (Katar, Kuwejt, Zjednoczone Emiraty Arabskie). W 2018 r. NOSPR koncertował w DR Koncerthuset Kopenhaga i Elbphilharmonie Hamburg. W 2019 r. NOSPR wystąpił dwukrotnie podczas prestiżowego George Enescu Festival w Bukareszcie.